# Reformierte Kirche Villmergen

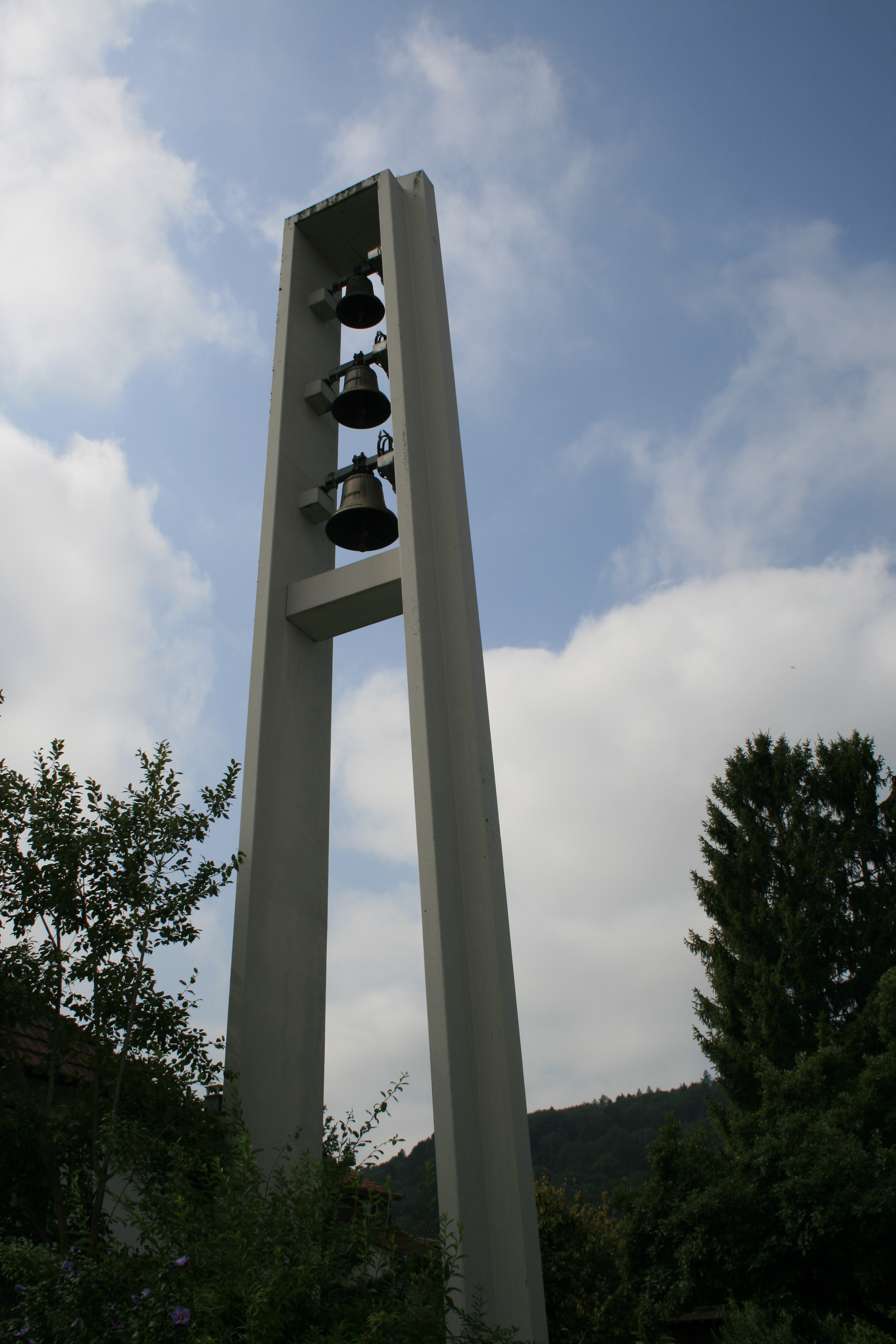
Kirchturm

Die reformierte Kirche Villmergen ist das reformierte Kirchgebäude in der aargauischen Gemeinde Villmergen. Sie wurde 1965 eingeweiht und gehört der Kirchgemeinde Wohlen. Offiziell wird es als Kirchenzentrum Waagmatten bezeichnet, da es sich um ein Mehrzweckgebäude handelt, von dem der Kirchenraum nur einen Teil umfasst.

## Geschichte
Die reformierten Christen von Villmergen gehören grossmehrheitlich zur Kirchgemeinde Wohlen. Bereits 1957 wurde der Gemeindeverein Villmergen gegründet und durch die Schenkung eines Grundstücks wurden die Pläne für den Bau eines kirchlichen Zentrums konkret. Nachdem die Kirchgemeindeversammlung der Bauvorhaben zugestimmt hatte, konnte der Bau verwirklicht und 1965 eingeweiht werden. Der Kirchenraum wird von einem Holzkreuz und zwei Glasfenstern geschmückt. Letztere wurden vom Künstler Werner Sommer gestaltet. Im Jahre 1975 wurde neben dem Kirchenraum ein Glockenturm errichtet. 1989 wurde die Kirche renoviert. Im Juni 2013 lancierte die Kirchgemeinde Wohlen einen Ideenwettbewerb zur Umnutzung des Gebäudes.
Die zweimanualige Orgel mit neun Registern stammt aus dem Jahr 1968 von der Firma Kuhn.